# Angola nos Jogos Paralímpicos de Verão de 2004
Angola participou dos Jogos Paralímpicos de Verão de 2004, que foram realizados na cidade de Atenas, na Grécia, entre os dias 17 e 28 de setembro de 2004. A delegação angolana conquista três medalhas de ouro.